# 沙渠街道
沙渠街道，原为沙渠镇，是中华人民共和国四川省成都市大邑县下辖的一个乡镇级行政单位。2019年12月，撤销沙渠镇、董场镇、蔡场镇，设立沙渠街道，将原沙渠镇和原董场镇龙华社区、龙兴社区、铁溪社区、凤冠社区、昌明街社区、祥和村、双河村以及原蔡场镇蔡场社区、云南村、万延村、树德村所属行政区域划归沙渠街道管辖。

## 行政区划
沙渠街道下辖以下地区：
勤江社区、石泉村、柳坪村、顺河村、双碾村和龙湾村。